# Cory Sarich
Cory Sarich, född 16 augusti 1978, är en kanadensisk före detta professionell ishockeyspelare. 

## Spelarkarriär
Cory Sarich valdes i andra omgången, 27:e totalt i NHL-draften 1996 av Buffalo Sabres.
Sarich trejdades tillsammans med Wayne Primeau och Brian Holzinger från Buffalo till Tampa Bay mot Chris Gratton den 9 mars 2000 och vann Stanley Cup säsongen 2003-04.
Sarich tecknade ett femårskontrakt med Calgary Flames den 1 juli 2007.
Cory Sarich var en av NHL:s mesta spelare som spelat flest matcher i rad. Han spelade alla matcher under fyra säsonger. Den nuvarande ironman är Jay Bouwmeester som tillhör St Louis Blues
27 juni 2013 trejdades Sarich tillsammans med Alex Tanguay till Colorado Avalanche i utbyte för David Jones och Shane O'Brien.

## Statistik

### Klubbkarriär
| Säsong     | Lag                  | Liga       | Matcher | Mål | Assist | Poäng | Utv  | Matcher | Mål | Assist | Poäng | Utv |
| 1994–95    | Saskatoon Blades     | WHL        | 6       | 0   | 0      | 0     | 4    | 3       | 0   | 1      | 1     | 0   |
| 1995–96    | Saskatoon Blades     | WHL        | 59      | 5   | 18     | 23    | 54   | 3       | 0   | 0      | 0     | 4   |
| 1996–97    | Saskatoon Blades     | WHL        | 58      | 6   | 27     | 33    | 158  | —       | —   | —      | —     | —   |
| 1997–98    | Saskatoon Blades     | WHL        | 33      | 5   | 24     | 29    | 90   | —       | —   | —      | —     | —   |
| 1997–98    | Seattle Thunderbirds | WHL        | 13      | 3   | 16     | 19    | 47   | —       | —   | —      | —     | —   |
| 1998–99    | Buffalo Sabres       | NHL        | 4       | 0   | 0      | 0     | 0    | —       | —   | —      | —     | —   |
| 1998–99    | Rochester Americans  | AHL        | 77      | 3   | 26     | 29    | 82   | 20      | 2   | 4      | 6     | 14  |
| 1999–00    | Rochester Americans  | AHL        | 15      | 0   | 6      | 6     | 44   | —       | —   | —      | —     | —   |
| 1999–00    | Buffalo Sabres       | NHL        | 42      | 0   | 4      | 4     | 35   | —       | —   | —      | —     | —   |
| 1999–00    | Tampa Bay Lightning  | NHL        | 17      | 0   | 2      | 2     | 42   | —       | —   | —      | —     | —   |
| 2000–01    | Detroit Vipers       | IHL        | 3       | 0   | 2      | 2     | 2    | —       | —   | —      | —     | —   |
| 2000–01    | Tampa Bay Lightning  | NHL        | 73      | 1   | 8      | 9     | 106  | —       | —   | —      | —     | —   |
| 2001–02    | Tampa Bay Lightning  | NHL        | 72      | 0   | 11     | 11    | 105  | —       | —   | —      | —     | —   |
| 2001–02    | Springfield Falcons  | AHL        | 2       | 0   | 0      | 0     | 0    | —       | —   | —      | —     | —   |
| 2002–03    | Tampa Bay Lightning  | NHL        | 82      | 5   | 9      | 14    | 63   | 11      | 0   | 2      | 2     | 6   |
| 2003–04    | Tampa Bay Lightning  | NHL        | 82      | 3   | 16     | 19    | 89   | 23      | 0   | 2      | 2     | 25  |
| 2005–06    | Tampa Bay Lightning  | NHL        | 82      | 1   | 14     | 15    | 79   | 5       | 0   | 1      | 1     | 4   |
| 2006–07    | Tampa Bay Lightning  | NHL        | 82      | 0   | 15     | 15    | 70   | 6       | 0   | 0      | 0     | 2   |
| 2007–08    | Calgary Flames       | NHL        | 80      | 2   | 5      | 7     | 135  | 7       | 0   | 1      | 1     | 4   |
| 2008–09    | Calgary Flames       | NHL        | 76      | 2   | 18     | 20    | 112  | 5       | 0   | 1      | 1     | 4   |
| 2009–10    | Calgary Flames       | NHL        | 57      | 1   | 5      | 6     | 58   | —       | —   | —      | —     | —   |
| 2010–11    | Calgary Flames       | NHL        | 76      | 4   | 13     | 17    | 75   | —       | —   | —      | —     | —   |
| 2011–12    | Calgary Flames       | NHL        | 62      | 1   | 6      | 7     | 66   | —       | —   | —      | —     | —   |
| 2012–13    | Calgary Flames       | NHL        | 28      | 0   | 2      | 2     | 16   | —       | —   | —      | —     | —   |
| 2013–14    | Colorado Avalanche   | NHL        | 54      | 1   | 9      | 10    | 38   | —       | —   | —      | —     | —   |
| NHL totalt | NHL totalt           | NHL totalt | 969     | 21  | 137    | 158   | 1089 | 57      | 0   | 7      | 7     | 45  |

### Internationellt
| År            | Lag           | Turnering     | Resultat      |    | Matcher | Mål | Assist | Poäng | Utv |
| ------------- | ------------- | ------------- | ------------- | -- | ------- | --- | ------ | ----- | --- |
| 1997          | Kanada        | JVM           | 1             | 7  | 0       | 0   | 0      | 6     |     |
| 1998          | Kanada        | JVM           | 8:a           | 7  | 0       | 1   | 1      | 6     |     |
| Junior totalt | Junior totalt | Junior totalt | Junior totalt | 14 | 0       | 1   | 1      | 12    |     |